# 亚历山大·尼古拉耶维奇·米哈伊洛夫
亚历山大·尼古拉耶维奇·米哈伊洛夫（俄语：Александр Николаевич Михайлов，1951年9月15日—2020年12月4日），俄罗斯政治人物，曾任库尔斯克州州长。

## 生平
1951年9月15日生于库尔斯克州希格雷區科索尔扎村。1968年进入克申斯基制糖厂工作。1969年进入哈尔科夫铁道工程学院学习，曾担任团委书记。1974年毕业，获机械工程学位。1974年至1976年，在苏联军队服役。1976年至1979年，历任德米特里耶夫斯基区、希格罗夫斯基区团委书记。1979年至1983年，历任苏共德米特里耶夫斯基区委员会工交部长、组织部长。1983年至1991年，历任苏共希格罗夫斯基区委员会第二书记、第一书记。1984年毕业于苏共顿河畔罗斯托夫高级党校。1991年至1993年，俄罗斯劳动人民社会党党员。1993年加入俄罗斯联邦共产党，1995年当选俄罗斯联邦共产党中央委员会委员，1997年至2000年担任中央委员会主席团委员。1993年至2002年，担任俄罗斯联邦共产党库尔斯克州委员会第一书记。1994年1月至2000年，担任国家杜马议员，曾任国防委员会副主席。2000年11月，当选库尔斯克州州长。2005年2月8日加入统一俄罗斯党。2018年10月辞去州长职务，任俄罗斯联邦委员会议员。2020年12月4日逝世。